# Lioscincus tillieri
Lioscincus tillieri är en ödleart som beskrevs av  Ivan Ineich och SADLIER 1991. Lioscincus tillieri ingår i släktet Lioscincus och familjen skinkar. IUCN kategoriserar arten globalt som nära hotad. Inga underarter finns listade i Catalogue of Life.